# Бауэр, Фриц
Фриц Ба́уэр (нем. Fritz Bauer; 16 июля 1903, Штутгарт — 1 июля 1968, Франкфурт-на-Майне) — немецкий судья и прокурор, сыгравший решающую роль в проведении «Освенцимских процессов» во Франкфурте.

## Биография
Родился в еврейской семье. Учился в детстве в Гимназии Эберхарда Людвига в Штутгарте, после чего изучал экономику и право в Гейдельбергском, Мюнхенском и Тюбингенском университетах.
Защитив докторскую диссертацию под руководством Карла Гайлера, который после войны стал премьер-министром земли Гессен, Бауэр в 1930 году был назначен судебным асессором при суде нижней инстанции г. Штутгарта. В то время он был одним из самых молодых судебных чиновников Германии в такой должности.
Уже с молодости Бауэр играл активную роль в политике. Он был одним из сооснователей Республиканского союза судей в Вюртемберге. В 1920 году он вступил в СДПГ, а в 1930 году стал председателем Штутгартской окружной группы Рейхсбаннера. В мае 1933 года был схвачен гестапо по обвинению в планировании всеобщей забастовки в знак протеста против захвата власти нацистами, провёл 8 месяцев в концлагере Хойберг. Был уволен с государственной службы.
В 1936 году эмигрировал в Данию. Жил там во время оккупации. С 1943 года был женат на Анне Петерсен, которая в замужестве приняла фамилию мужа.
В октябре 1943 года, когда оккупационные власти решили покончить с относительно мягкой политикой в отношении датских евреев и начали их депортацию в Терезин, бежал при помощи датских друзей в Швецию, где вместе с Вилли Брандтом и рядом других социал-демократических активистов основал газету «Социалистическая трибуна» (Sozialistische Tribüne).
В 1949 году Бауэр вернулся в Германию, где был назначен на пост директора Земельного суда Брауншвейга, а в 1950 году — генеральным прокурором Верховного земельного суда в городе. В 1956 году по инициативе земельного премьер-министра Г. А. Цинна назначен на должность генерального прокурора Гессена с местонахождением во Франкфурте и занимал эту должность до своей смерти в 1968 году.
Одним из его первых дел в должности генерального прокурора в Брауншвейге, которое принесло ему известность далеко за пределами ФРГ, стало дело Ремера, в ходе которого участники заговора 20 июля были реабилитированы, а их действия, направленные на убийство Гитлера, были признаны законными. Суд согласился с формулировкой, которую Бауэр предложил в обвинительном заключении, что нацистское государство было «не правовым государством, а неправовым государством».
В 1959 г. Бауэр добился того, что Верховный суд ФРГ передал земельному суду во Франкфурте право «расследовать и принять решение» по уголовному делу по обвинению освенцимских палачей. По указанию Бауэра прокуратура Франкфурта провела расследование по обвинению эсэсовцев, работавших в лагере Освенцим. Первый Освенцимский процесс, дело по обвинению Мулька и др., открылся в декабре 1963 г. в земельном суде.
Глава израильских спецслужб Иссер Харель утверждал, что именно Фриц Бауэр тайно передал в 1960 году израильской разведке Моссад сведения о месте проживания Адольфа Эйхмана в Аргентине, которые он получил от проживавшего там бывшего заключённого концлагеря Лотара Германа. Бауэр не доверял немецкой юстиции и полиции, так как опасался, что Эйхмана могут предупредить лица, сочувствующие нацизму, и обратился непосредственно к израильским коллегам. Возможно, что его информация сыграла решающую роль в похищении Эйхмана. Известно, что ЦРУ и БНД с 1958 года знали о местонахождении Эйхмана и об имени, под которым он скрывался.
Среди юристов послевоенной Германии Бауэр постоянно сталкивался с противодействием и однажды даже сказал: «В системе юстиции я живу, как на чужбине». Также известно его высказывание: «Когда я выхожу из своего кабинета, я попадаю в чужую и враждебную страну».
Бауэр был обнаружен мёртвым 1 июля 1968 года в своей квартире во Франкфурте. Франкфуртский судебный медик Йоахим Герхов указал в качестве причины смерти сердечный приступ, вызванный острым бронхитом и усугублённый приёмом снотворного.
Начатое Бауэром расследование в отношении предполагаемых виновников принудительной эвтаназии во времена Третьего рейха (Программа Т-4) было позднее прекращено.

## В культуре
Фриц Бауэр является прототипом прокурора Берга из романа Юлиана Семенова «Бомба для председателя» и его экранизации «Жизнь и смерть Фердинанда Люса», Роль прокурора Берга сыграл актёр Павел Панков. В 2010-х годах Фриц Бауэр стал персонажем четырёх немецких художественных телевизионных фильмов. Ему также посвящена немецко-польская кинокартина «Феникс».
В 2014 году ему была посвящена выставка «Прокурор», проводимая Еврейским музеем Франкфурта. В 2015 году выставка повторно проводилась в ландтаге Тюрингии и в земельном суде Гейдельберга.